# Stazione di Buonconvento
Stazione di Buonconvento vasútállomás Olaszországban, Buonconvento településen.

## Vasútvonalak
Az állomást az alábbi vasútvonalak érintik:
- Siena-Grosseto-vasútvonal

## Kapcsolódó állomások
A vasútállomáshoz az alábbi állomások vannak a legközelebb:
- Stazione di Murlo
- Stazione di Monteroni d'Arbia